# Batalion Wyszkolenia Wojsk Kolejowych
 Batalion Wyszkolenia   Wojsk  Kolejowych („ bat. wysz.  woj. kol.”) – oddział saperów kolejowych Wojska Polskiego w II Rzeczypospolitej.

## Formowanie i zmiany organizacyjne
W  grudniu 1918 r. w Jabłonnie  powstał  „Batalion Wyszkolenia Wojsk Kolejowych“, zorganizowany  na podstawie rozkazu Szefa Kolejnictwa Naczelnego Dowództwa  pułkownika Brzozowskiego, pod dowództwem kapitana Mikołaja Kolankowskiego. W  skład batalionu  wchodziły  początkowo 3, a następnie 5 kompanii, których dowódcami byli  kolejno porucznicy: Kazimierz Kowalski, Stanisław Olczak,  Wacław Stelmachowski,  Marian Zarzycki i Wiktor Puchalski. Stan liczebny tych kompanii dochodził do 2000 ludzi. Zadaniem batalionu było: wyszkolić wojskowo i technicznie zmobilizowanych szeregowych, sformować  z  nich kompanie i wysłać na front. Zadanie niełatwe  w warunkach, w których walczyć musiano z  brakami natury zasadniczej, jak: brak umundurowania, ekwipunku, wyposażenia technicznego.  Batalion Wyszkolenia Wojsk Kolejowych  był  protoplastą   „Kadry Wojsk Kolejowych Nr. 3“ w Łodzi, wysyłając do Łodzi jedną kompanię z  obsadą oficerską   i podoficerską.
W czerwcu 1919 roku, oddając część swego stanu „Kadrze Wojsk Kolejowych Nr. 2“. przestaje batalion wyszkolenia Wojsk  Kolejowych istnieć jako taki tworząc z reszty swego stanu  pod dowództwem kapitana Kolankowskiego    „Wojskową Linię Ćwiczebną Kolejową“: między miejscowościami  Zawada – Włodzimierz Wołyński. Niepowodzenia na Ukrainie spowodowały opuszczenie ćwiczebnej linii i przeformowanie obsady kadrowej na 10 batalion kolejowy.

## Obsada batalionu
- kpt. Mikołaj Kolankowski - dowódca batalionu,

## Oficerowie  batalionu
- por. Kazimierz Kowalski,
- por. Stanisław Olczak,
- por. Wacław Stelmachowski,
- por.  Marian Zarzycki,
- por. Wiktor Puchalski[3]